# Mode (electromagnetisme)

Ones planes

El mode de radiació electromagnètica descriu el patró de camp de les ones que es propaguen. Els modes electromagnètics són anàlegs als modes normals de vibració en altres sistemes, com els sistemes mecànics.
Algunes de les classificacions dels modes electromagnètics inclouen:
- Modes d'espai lliure
  - Ones planes, ones en què els camps elèctric i magnètic són ortogonals a la direcció de viatge de l'ona. Són les ones que existeixen a l'espai lliure lluny de qualsevol antena.Ones en mode transversal

Ones en mode transversal

- Modes en guies d'ones i línies de transmissió
  - Modes transversals, modes que tenen almenys un dels camps elèctrics i magnètics totalment en direcció transversal.[3]
    - Mode electromagnètic transversal (TEM), igual que amb una ona plana d'espai lliure, tant el camp elèctric com el camp magnètic són totalment transversals.
    - Modes elèctrics transversals (TE), només el camp elèctric és totalment transversal. També indicat com a modes H per indicar que hi ha un component magnètic longitudinal.
    - Modes magnètics transversals (TM), només el camp magnètic és totalment transversal. També s'anota com a modes E per indicar que hi ha un component elèctric longitudinal.

  - Els modes electromagnètics híbrids (HEM), tant el camp elèctric com el magnètic tenen un component en la direcció longitudinal. Es poden analitzar com una superposició lineal dels modes TE i TM corresponents.[4]
    - Modes HE, modes híbrids en què domina el component TE.
    - Modes EH, modes híbrids en què domina el component TM.
    - Modes de secció longitudinal[5]
      - Modes elèctrics de secció longitudinal (LSE), modes híbrids en què el camp elèctric en una de les direccions transversals és zero
      - Modes magnètics de secció longitudinal (LSM), modes híbrids en què el camp magnètic en una de les direccions transversals és zero
- Modes en altres estructures
  - Modes de Bloch, modes de les ones de Bloch; aquests es produeixen en estructures que es repeteixen periòdicament.

Els noms dels modes de vegades tenen el prefix quasi-, el que significa que el mode no és del tot pur. Per exemple, el mode quasi-TEM té un petit component de camp longitudinal.